# Destructor Ostro (1928)
L'Ostro va ser un dels vuit destructors de classe Turbine construïts per a la Regia Marina durant la dècada de 1920. Va rebre el nom d'un vent del sud, el Migjorn (Ostro en italià), comú al Mediterrani i a l'Adriàtic. El vaixell va tenir un paper menor a la Guerra Civil espanyola de 1936-1937, donant suport al bàndol sublevat.

## Disseny i descripció
Els destructors de classe Turbine van ser versions ampliades i millorades de la classe Sauro precedent. Tenien una longitud total de 93,2 metres (306 peus), una mànega de 9,2 metres (30 peus 2 polzades) i un calat mitjà de 3 metres (9 peus 10 polzades). Desplaçaven 1.090 tones mètriques (1.070 tones llargues) amb càrrega estàndard, i 1.700 tones mètriques (1.670 tones llargues) amb càrrega profunda. El seu complement era de 12 oficials i 167 soldats.
Els Turbine eren accionats per dues turbines de vapor Parsons, cadascuna impulsava un eix de l'hèlix utilitzant vapor subministrat per tres calderes Thornycroft. Les turbines tenien una potència nominal de 40.000 cavalls de vapor (30.000 kW) per a una velocitat de 33 nusos (61 km/h; 38 mph) en servei, encara que els seus vaixells germans van assolir velocitats superiors als 36 nusos (67 km/h); 41 mph) durant les seves proves de mar amb una càrrega lleugera. Portaven suficient fuel per donar-los una autonomia de 3.200 milles nàutiques (5.900 km; 3.700 milles) a una velocitat de 14 nusos (26 km/h; 16 mph).
La seva bateria principal consistia en quatre canons de 120 mil·límetres (4,7 polzades) en dues torretes de dos canons, una a davant i a darrere de la superestructura. La defensa antiaèria (AA) per als vaixells de la classe Turbine va ser proporcionada per un parell de canons AA de 40 mil·límetres (1,6 polzades) en muntatges individuals al mig del vaixell i un muntatge de dos canons metralladores de 13,2 mil·límetres (0,52 polzades). Estaven equipats amb sis tubs de torpedes de 533 mil·límetres (21 polzades) en dos muntatges triples al mig del vaixell. Les Turbines podien portar 52 mines.

## Construcció i carrera

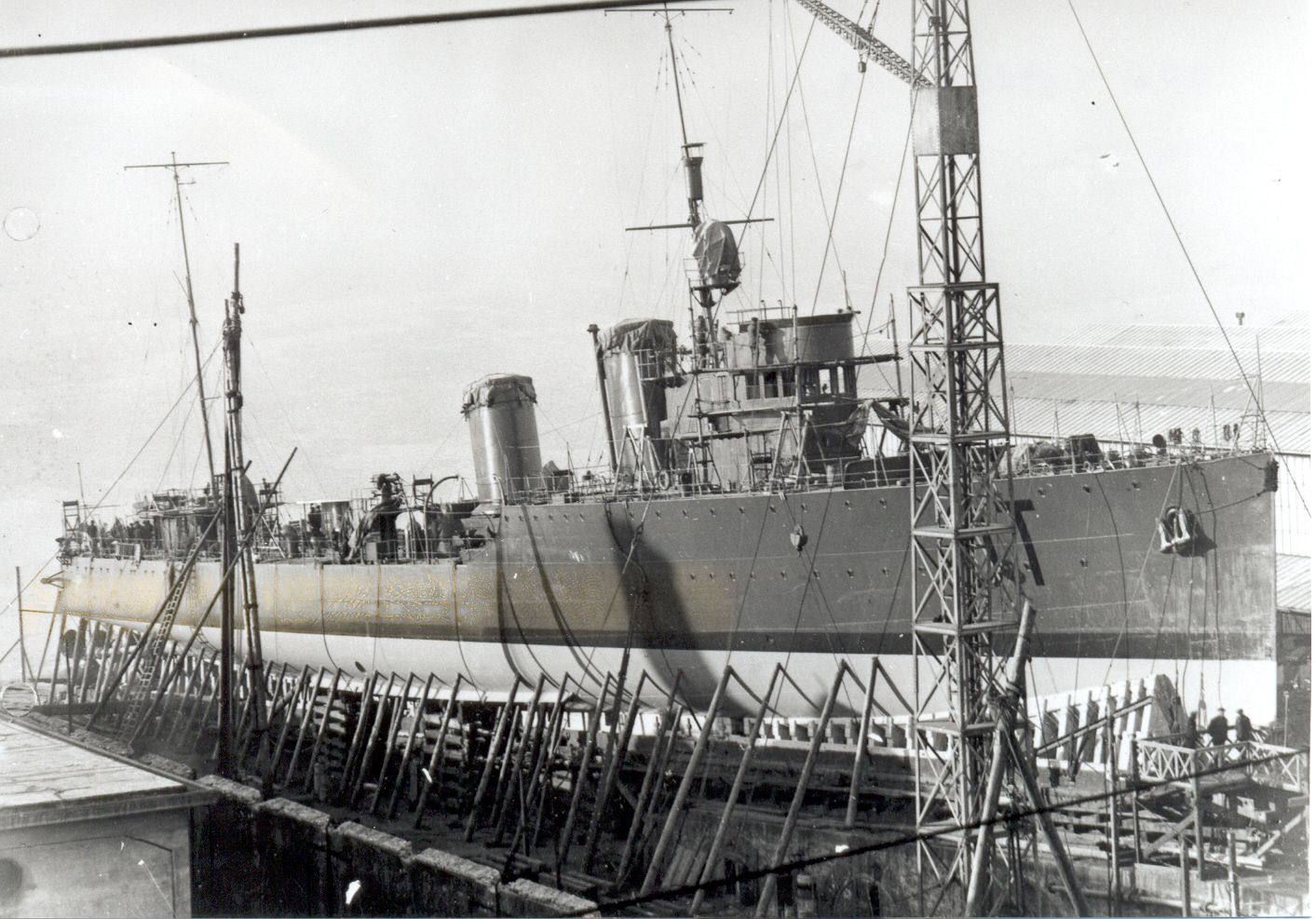
L'Ostro sent avarat a Gènova el 1928

Gio. Ansaldo & C. va col·locar la quilla a l'Ostro a la seva drassana de Gènova el 29 d'abril de 1925, avarat el 2 de gener de 1928 i acabada el 9 d'octubre. En acabar, l'Ostro, juntament amb altres vaixells de la seva classe, van realitzar exercicis al mar Tirrè i van visitar Mònaco per assistir a les celebracions de la comunitat italiana local. Juntament amb l'Espero, el Zeffiro i el Borea, el vaixell va ser assignat al 1r Esquadró de la I Flotilla de Destructors amb base a La Spezia. El 1929 va fer un creuer d'entrenament per la costa d'Espanya, i el 1930 un altre al Dodecanès i al mar Egeu. El 1931 Ostro juntament amb el Turbine, l'Aquilone i el Borea, així com els més grans Daniele Manin, Giovanni Nicotera i Pantera van formar la 1a Flotilla de Destructors, part de la II Divisió Naval. El 1934 després d'una altra reorganització l'Ostro, així com l'Espero, el Zeffiro i el Borea es van tornar a reunir, formant ara el 4t Esquadró de Destructors, part de la II Divisió Naval.

### Guerra Civil espanyola
Després de l'inici de la Guerra Civil Espanyola el juliol de 1936, tant Itàlia com l'Alemanya nazi van donar suport als nacionalistes del general Franco, mentre que la Unió Soviètica donava suport activament als republicans. Durant el primer any de la guerra, els soviètics van utilitzar els ports controlats pels republicans de Bilbao i Santander al nord d'Espanya adjacent a la frontera francesa, però després de la seva caiguda l'estiu de 1937, l'URSS es va veure obligada a utilitzar els ports de la Mediterrània per continuar proveint els republicans. Tant Itàlia com Alemanya van desplegar els seus submarins al Mediterrani a principis de 1937 per prohibir la navegació republicana, però sense gaire èxit. El 3 d'agost de 1937 Franco va fer una súplica urgent a Mussolini perquè utilitzés la flota italiana per impedir el pas d'un gran comboi de transport soviètic, que acabava de sortir d'Odessa. Originalment, només s'havien d'utilitzar submarins, però Mussolini va ser convençut per Franco d'utilitzar també vaixells de superfície italians contra els soviètics. El bloqueig italià es va posar en vigor immediatament, amb dos creuers, l'Armando Díaz i el Luigi Cadorna, vuit torpediners i vuit destructors, inclòs l'Ostro, desplegats a l'estret de Sicília i als voltants de l'estret de Messina.
A la nit del 13 d'agost de 1937 l'Ostro, sota el comandament del capità Teodorico Capone, mentre patrullava davant de Bizerta, just al nord de l'illa de Linosa, va veure i atacar el vapor republicà espanyol Conde de Abásolo que navegava de Cartagena a Odessa en llast. A les 20:43 el vaixell espanyol va ser colpejat per un torpede i es va enfonsar a la posició 36° 13′ N, 12° 52′ E / 36.217°N,12.867°E, davant de Pantelleria. Vint-i-tres membres de la tripulació del vaixell van ser recollits pel vapor britànic City of Wellington i van desembarcar a Alger el 17 d'agost.
El 30 d'agost de 1937 el Turbine, sota el comandament del capità Virgilio Rusca, estava de patrulla juntament amb l'Ostro, quan es van trobar amb el vapor soviètic Timiryazev cap a les 16:00. Els destructors van continuar fent ombra al vaixell fins que va caure la foscor, i cap a les 21:00 el Turbine va llançar dos torpedes al vaixell soviètic, i l'Ostro en va llançar un. El vaixell de càrrega va ser colpejat per dos torpedes en ràpida successió i es va enfonsar ràpidament a la posició 36° 57′ N, 03° 58′ E / 36.950°N,3.967°E, aproximadament a 74 milles a l'est d'Alger.Dos bots salvavides amb els 29 supervivents van ser remolcats a Dellys per vaixells de pesca locals, i va arribar amb èxit a la costa a la 01:00 del 31 d'agost. El vapor soviètic no era un corredor de bloqueig, i transportava 2.834 tones de carbó de Cardiff a Port Said.
El 3 de setembre Ostro va escortar el vaixell de càrrega republicà Mar Negro, que havia estat capturat per membres nacionalistes de la seva tripulació, des de Càller fins al cap Spartivento on el vaixell va ser traslladat a la custòdia del creuer mercant armat nacionalista Jaime I que va portar el vaixell a Palma. Posteriorment, el mercader es va convertir en un creuer auxiliar del servei de la marina franquista.
El setembre de 1937 la Conferència de Nyon va ser convocada per França i Gran Bretanya per abordar la "pirateria submarina" realitzada contra el tràfic mercantil a la Mediterrània. El 14 de setembre es va signar un acord per establir zones de patrulla britànica i francesa arreu d'Espanya (amb un total de 60 destructors i força aèria emprats) per contrarestar els comportaments agressius dels submarins. Itàlia no va ser acusada directament, sinó que va haver de complir l'acord i suspendre les operacions marítimes.

### Segona Guerra Mundial
En el moment de l'entrada d'Itàlia a la Segona Guerra Mundial el 10 de juny de 1940, l'Ostro juntament amb els vaixells germans Espero, Zeffiro i Borea van formar el 2n Esquadró de Destructors amb base a Tàrent.
El 27 de juny de 1940, Ostro va salpar de Tàrent a les 22:45 per a la primera missió de guerra, juntament amb el Zeffiro i el cap d'esquadró Espero (comandat pel capità Enrico Baroni). Els tres vaixells havien de transportar a Tobruk dues bateries antiaèries (10 canons Breda Model 35 en total), 120 tones curtes (110 t) de munició (450.000 cartutxos) i 162 membres de la Milícia Voluntària per a la Seguretat Territorial.
El 28 de juny de 1940 a les 12:10, a unes 43 nmi (50 milles ; 80 km) a l'oest de Zakynthos, el comboi va ser albirat per un avió de reconeixement britànic Short Sunderland. Quan es trobaven a l'abast del 7è Esquadró de Creuers britànic, compost per creuers lleugers Liverpool, Orion, Neptune, Gloucester i Sydney, l'almirall John Tovey els va ordenar que interceptessin els italians. La columna italiana va ser albirada pels vaixells aliats cap a les 18:30, a unes 100 milles al nord de Tobruk, i a les 18:36 el Liverpool va obrir foc des de 22.000 iardes (20.000 m) contra la sorpresa flotilla italiana. A les 18:59 l'Orion també va obrir foc des de 16.000 m. Els destructors italians eren teòricament més ràpids que els creuers britànics, però a causa de la seva edat i càrrega pesada a bord, el seu avantatge de velocitat es va anul·lar. A més, la tercera caldera de l'Espero va resultar defectuosa, limitant la velocitat del destructor a només 25 nusos (46 km/h; 29 mph). El capità Baroni, per tant, va decidir sacrificar el seu Espero per cobrir la fugida de l'Ostro i del Zeffiro, i els va ordenar que es desenganxessin i naveguessin cap a Bengasi a tota velocitat. L'Espero va col·locar cortines de fum i va executar maniobres evasives, enfrontant-se la divisió de Liverpool amb foc d'artilleria i disparant simultàniament tres torpedes a l'Orion. Mentre el Liverpool i el Gloucester s'enfrontaven a l'Espero, els altres tres creuers van intentar evitar les cortines de fum per atacar l'Ostro i el Zeffiro que fugien, però van rebre l'ordre d'abandonar la seva persecució i concentrar-se en l'Espero. Gràcies a navegar fent ziga-zagues, l'Espero va aconseguir evitar ser colpejat, però a les 19:20 la distància entre ell i el Liverpools'havia escurçat a 13.000 m (14.000 iardes). De fet, els italians van treure la primera sang, quan un únic obus italià de 4,7 polzades (120 mm) va colpejar el Liverpool a només 3 peus per sobre de la línia de flotació, amb estelles penetrant a les ogives de dos torpedes, però d'altra manera va causar pocs danys. Malgrat els forts trets, l'Espero no va ser colpejat fins a les 20:00, quan les seves sales de màquines van ser atropellades i van aturar el vaixell. El 7è Esquadró va gastar uns 5.000 obusos, més de 1.600 de calibre principal, abans que el destructor italià fos enfonsat, després de 130 minuts de ferotge lluita. El Sydney va rescatar 47 dels 225 homes del destructor italià, i trenta-sis més van escapar en balses, però només sis d'ells van ser trobats amb vida pel submarí italià Topazio gairebé 20 dies després. capità Baroni va morir a bord del seu vaixell, i va rebre pòstumament la Medalla d'or al valor militar.
Al matí del 29 de juny de 1940 l'Ostro i el Zeffiro van arribar a Bengasi abans de dirigir-se cap a Tobruk on van arribar l'1 de juliol.
Un altre comboi italià va navegar cap a Tobruk el 30 de juny de 1940 des d'Augusta transportant tropes, subministraments, municions i combustible. El comboi estava format per sis vaixells de càrrega i passatgers i estava escortat per 6 destructors i 4 torpeders. La Royal Navy no va poder interceptar aquest comboi, en gran part a causa de la gran despesa de municions en el seu enfrontament anterior. El 5 de juliol de 1940 hi havia set destructors de classe Turbine atracats al port de Tobruk juntament amb quatre torpeders, sis carguers i diversos vaixells auxiliars. Entre les 10:00 i les 11:15 un Short Sunderland de reconeixement va sobrevolar el port a una altitud de 1.500-2.000 metres i malgrat el foc antiaeri obert contra ell, va confirmar la presència de nombrosos vaixells al port. A última hora de la tarda, un grup de nou torpeders Fairey Swordfish del 813è Esquadró Aeri Naval van enlairar-se de l'aeròdrom de Sidi Barrani i es va dirigir cap a Tobruk. L'alarma aèria va sonar a les 20:06 però els italians no van poder detectar l'avió aliat fins que ja van sobrepassar el port a les 20:20. Els destructors tenien la major part del seu personal a bord dels vapors Liguria i Sabbia amb l'excepció de les tripulacions dedicades a la defensa aèria. L'atac va començar uns minuts més tard, només va durar set minuts i va provocar que cinc vaixells italians fossin enfonsats o danyats. Sense trobar cap oposició aèria, els torpedineers britànics van atacar des de baixa altitud (al voltant de 100 peus), i van llançar els seus torpedes des de 400–500 metres de distància, gairebé a boca de canó. El Zeffiro va ser atacat primer per un avió pilotat per Nicholas Kennedy, el torpede del qual va colpejar el destructor a proa, al voltant del dipòsit de municions, entre el pont i un canó de 120 mm. L'explosió va trencar el vaixell en dos i el va enfonsar mitja hora després. El vaixell de càrrega Manzoni també va ser torpedinat, bolcat i enfonsat, mentre que l'Euro i el vapor Serenitas van ser atacats i van haver de ser varats, i el transatlàntic Ligúria va ser atropellat i danyat. Dos avions també van atacar altres destructors, però no van poder llançar els seus torpedes a causa de l'intens foc antiaeri. L'alarma aèria es va cancel·lar a les 21:31, i en aquell moment els nou avions britànics estaven lluny.

#### Enfonsament
El 19 de juliol de 1940 el comandament britànic, creient que el creuer lleuger Giovanni delle Bande Nere, danyat durant la batalla del cap Spada, s'havia refugiat a Tobruk, va decidir llançar un nou atac de bombarders contra la base. L'Ostro juntament amb el Nembo i l'Aquilone van ser atracats al mateix lloc que durant l'atac del 5 de juliol. La majoria del personal estava a bord dels vapors Liguria i Sabbia, amb l'excepció de les tripulacions dedicades a la defensa aèria. Al voltant de les 17:00 dotze bombarders Bristol Blenheim dels esquadrons 55 i 211 de la RAF va bombardejar la part nord del port, danyant lleugerament una bateria antiaèria i les instal·lacions del port, i perdent un avió. A les 18:56 un hidroavió del 700 Esquadró Aeri Naval llançat pel cuirassat britànic Warspite va semblar investigar els resultats del bombardeig. L'hidroavió va ser atacat immediatament per les bateries antiaèries i va ser abatut. A les 21:54 Tobruk va tornar a estar en alerta després de rebre informes de les estacions d'escolta avançades de Bardia i Sidi Belafarid. Al voltant de les 22:30 6 torpediners Fairey Swordfish del 824 Esquadró Naval Aeri de la FAA va aparèixer al cel sobre el port de Tobruk i es va enfrontar amb un fort foc antiaeri. Això va obligar els avions a fer diverses passades per la zona intentant evitar el foc, i també a adquirir els objectius, situació agreujada per una nit força ennuvolada. Els britànics finalment van aconseguir resoldre els seus objectius cap a la 01:30 del 20 de juliol i van assumir la formació d'atac a baixa altitud. A les 01:32 el vapor Sereno va ser colpejat a la popa per un torpede, llançat des d'un avió, pilotat pel comandant d'esquadró FS Quarry, fent que s'enfonsés lentament. A les 01:34 l'Ostro va ser colpejat al seu dipòsit de munició de popa per un torpede llançat des d'un avió pilotat per SF Fullmore, provocant que el vaixell s'incendiés i s'enfonsés deu minuts més tard. El Nembo va ser colpejat per un torpede a la 01:37 i es va enfonsar. Els britànics van perdre un avió en l'atac que es va estavellar en el camí de tornada al territori controlat italià.
La tripulació de l'Ostro va patir 42 baixes, amb 2 oficials i 40 suboficials i mariners desapareguts o morts en l'atac. 20 persones més van resultar ferides, inclòs el comandant Zarpellon.
Els canons de l'Ostro i del Nembo van ser posteriorment retirats i utilitzats pels italians per reforçar les defenses de Bardia.
| Data               | Vaixell          | País                       | Tonatge   | Tipus   | Carrega  |
| ------------------ | ---------------- | -------------------------- | --------- | ------- | -------- |
| 13 d'agost de 1937 | Conde de Abásolo | Segona República Espanyola | 3,122 GRT | Carguer | en llast |
| Total:             | Total:           | Total:                     | 3,122 GRT |         |          |